# Helina impuncta
Helina impuncta är en tvåvingeart som först beskrevs av Fallen 1825.  Helina impuncta ingår i släktet Helina och familjen husflugor. Arten är reproducerande i Sverige. Inga underarter finns listade i Catalogue of Life.